# Святий Прокл Болонський (Мікеланджело)
«Святи́й Прокл Боло́нський» (італ. San Procolo) — одна із трьох невеликих мармурових статуй, створених італійським скульптором і художником Мікеланджело Буонарроті бл. 1494 —1495 рр., для гробниці Святого Домініка у Болоньї[а]. Віктор Лазарєв вважав, що у цих ранніх творах скульптора для гробниці Святого Домініка — «Ангел із канделябром», «Петроній» та «Прокл» — відчувається вплив робіт Якопо делла Кверча. За Лібманом, уже у цих статуях проглядає образ «героїчно-прекрасної людини».

## Опис

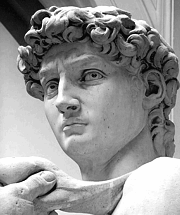
Мікеланджело. «Давид» (фрагмент)

Статуя зображає Прокла Болонського, італійського воїна-святого, що був замордований римським імператором Діоклетіаном у Болоньї.
Фігура Прокла зібрана, сповнена протесту, а вираз обличчя нагадує про значно пізніші скульптури Мікеланджело — «Давида», «Мойсея», «Брута». Права рука юнака неначе передає готовність до дії, а ліва притримує довгий плащ. Ліва нога попереду, і уся вага спирається на праву. Прокл одягнений у коротку туніку, підперезану поясом.
У композиції чітко простежується контрапост, характерний для подальших робіт Мікеланджело.
На думку Фрица Ерпеля ця скульптура може вважатися раннім автопортретом митця, хоча цієї думки не поділяє Ерік Шильяно. Він вважає, що якщо це і можна вважати автопортретом, то митець зобразив себе як «…сердитого молодика, готового змести зі свого шляху будь-які перешкоди».

## Образ у мистецтві
Ця скульптура згадується у біографічному романі Карела Шульца «Камінь і біль» (1943):
|  | (…) Святий Прокл (…) скинув плащ, аби катові легше було його схопити і, вийшовши на дорогу, що веде на небеса, прийняв муки з одухотвореним ликом |

У біографічному романі Ірвінґа Стоуна «Муки і радості» (1961) про статую «Прокл» написано, що з усіх його ранніх робіт лише вона «містила щось первобутне у собі».

## Виноски
1. ↑  Микеланджело. Поэзия. Письма, 1983, с. 16.
2. ↑  Либман, 1964, с. 9.
3. 1 2  Эрпель, 1990, с. 16.
4. ↑  Wallace, 2010, с. 10.
5. ↑  Scigliano, 2005, с. 52.
6. ↑  Шульц, 2006, с. 343.
7. ↑  Irving Stone. The Agony and the Ecstasy (англ.) . www.scribd.com. с. 294. Архів оригіналу за 21 липня 2013. Процитовано 31 березня. (…)only the St. Proculus has something original in it [Архівовано 2013-05-01 у Wayback Machine.]
8. ↑  Вазарі, 1970, с. 499.